# Ignace Van der Cam
Ignace Van der Cam (Idegem, 21 november 1941) is een Belgische voormalige atleet, die gespecialiseerd was in de sprint. Hij werd eenmaal Belgisch kampioen.

## Biografie
Van der Cam werd in 1965 Belgisch kampioen op de 100 m. Hij was aangesloten bij Dilbeek AC.
Van der Cam studeerde Lichamelijke Opvoeding aan de Universiteit Gent en bleef er beroepsmatig actief. Hij werd er adviseur Topsport en Studies en directeur Studentenvoorzieningen.

## Belgische kampioenschappen
| Onderdeel | Jaar |
| --------- | ---- |
| 100 m     | 1965 |

## Persoonlijke records
| Onderdeel | Prestatie | Datum           | Plaats  |
| --------- | --------- | --------------- | ------- |
| 100 m     | 10,6 s    | 8 augustus 1965 | Brussel |
| 200 m     | 21,6 s    |                 |         |

## Palmares

### 100 m
- 1965:  BK AC - 10,6 s
- 1969:  BK AC - 10,9 s

### 200 m
- 1965:  BK AC - 21,9 s
- 1969:  BK AC - 21,8 s